# Форнеллі
Форнеллі (італ. Fornelli) — муніципалітет в Італії, у регіоні Молізе,  провінція Ізернія.
Форнеллі розташоване на відстані близько 145 км на схід від Рима, 45 км на захід від Кампобассо, 9 км на захід від Ізернії.
Населення — 1940 осіб (2014).
Щорічний фестиваль відбувається 29 квітня, 24 жовтня (fiera San Raffaele). Покровитель — San Pietro Martire.

## Демографія
Населення за роками:

Станом на 1 січня 2023 року в муніципалітеті офіційно проживало 39 іноземців з 10 країн, серед них 8 громадян країн Євросоюзу та 4 громадяни України.

## Сусідні муніципалітети
- Черро-аль-Вольтурно
- Коллі-а-Вольтурно
- Форлі-дель-Санніо
- Ізернія
- Маккія-д'Ізернія